# Dominique aux Jeux olympiques d'été de 2024
La Dominique participe aux Jeux olympiques de 2024 à Paris. Il s'agit de sa 8e participation à des Jeux olympiques d'été.
Les athlètes Dennick Luke (en) et Thea LaFond sont nommés porte-drapeaux de la délégation. Au cours de ces jeux, la Dominique remporte la première médaille de son histoire : l'athlète Thea LaFond remporte la médaille d'or au triple saut.

## Nombre d’athlètes qualifiés par sport
Voici la liste des qualifiés et sélectionnés dominiquais par sport (remplaçants compris) :
| Sport                                 | Hommes | Femmes | Total |
| ------------------------------------- | ------ | ------ | ----- |
| Athlétisme                            | 1      | 1      | 2     |
| Sports aquatiques • Natation sportive | 1      | 1      | 2     |
| Total                                 | 2      | 2      | 4     |

## Bilan général
| Sport      | Médaille d'or, Jeux olympiques | Médaille d'argent, Jeux olympiques | Médaille de bronze, Jeux olympiques | Total | Rang pays |
| ---------- | ------------------------------ | ---------------------------------- | ----------------------------------- | ----- | --------- |
| Athlétisme | 1                              | 0                                  | 0                                   | 1     | 22e       |
| Total      | 1                              | 0                                  | 0                                   | 1     | 62e       |

| Jour   | Médaille d'or, Jeux olympiques | Médaille d'argent, Jeux olympiques | Médaille de bronze, Jeux olympiques | Total |
| ------ | ------------------------------ | ---------------------------------- | ----------------------------------- | ----- |
| 3 août | 1                              | 0                                  | 0                                   | 1     |
| Total  | 1                              | 0                                  | 0                                   | 1     |

| Sexe   | Médaille d'or, Jeux olympiques | Médaille d'argent, Jeux olympiques | Médaille de bronze, Jeux olympiques | Total |
| ------ | ------------------------------ | ---------------------------------- | ----------------------------------- | ----- |
| Hommes | 0                              | 0                                  | 0                                   | 0     |
| Femmes | 1                              | 0                                  | 0                                   | 1     |
| Mixte  | 0                              | 0                                  | 0                                   | 0     |
| Total  | 1                              | 0                                  | 0                                   | 1     |

## Médaillés

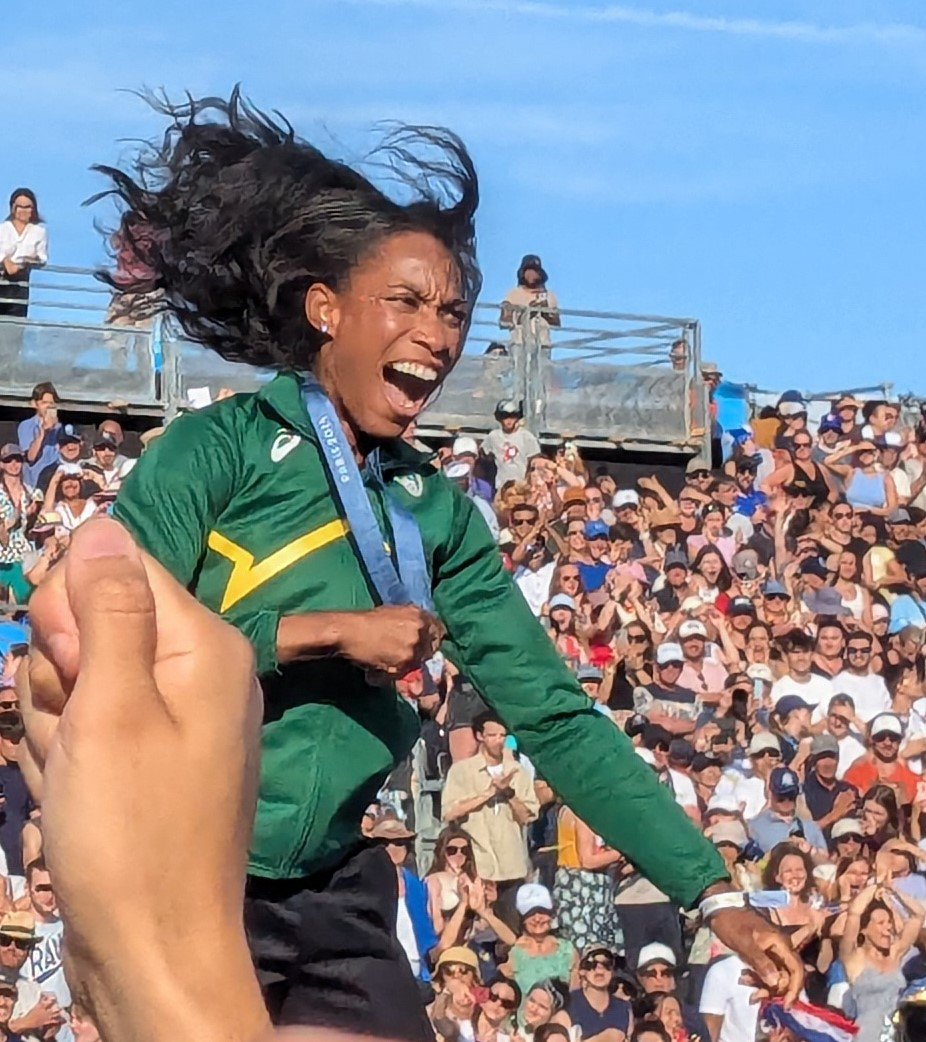
Thea LaFond célébrant sa médaille d'or au parc des Champions.

| Sport      | Discipline  | Athlète(s)  | Performance | Date        |
| ---------- | ----------- | ----------- | ----------- | ----------- |
| Athlétisme | Triple saut | Thea LaFond | 15,02 m     | 3 août 2024 |

## Résultats

### Athlétisme

#### Hommes
| Athlètes     | Épreuve | Premier tour  | Premier tour | Repêchage        | Repêchage | Demi-finales | Demi-finales | Finale  | Finale  |
| Athlètes     | Épreuve | Temps         | Rang         | Temps            | Rang      | Temps        | Rang         | Temps   | Rang    |
| ------------ | ------- | ------------- | ------------ | ---------------- | --------- | ------------ | ------------ | ------- | ------- |
| Dennick Luke | 800 m   | 1 min 47 s 54 | 8e           | 1 min 46 s 81 NR | 6e        | Éliminé      | Éliminé      | Éliminé | Éliminé |

#### Femmes
| Athlètes    | Épreuve     | Qualification | Qualification | Finale      | Finale                         |
| Athlètes    | Épreuve     | Performance   | Rang          | Performance | Rang                           |
| ----------- | ----------- | ------------- | ------------- | ----------- | ------------------------------ |
| Thea LaFond | Triple saut | 14,35 m       | 7e            | 15,02 m     | Médaille d'or, Jeux olympiques |

### Natation
| Athlète         | Épreuve          | Séries  | Séries | Demi-finales | Demi-finales | Finale  | Finale  |
| Athlète         | Épreuve          | Temps   | Rang   | Temps        | Rang         | Temps   | Rang    |
| --------------- | ---------------- | ------- | ------ | ------------ | ------------ | ------- | ------- |
| Warren Lawrence | 100 m nage libre | 24 s 67 | 52e    | Éliminé      | Éliminé      | Éliminé | Éliminé |

| Athlète           | Épreuve         | Séries  | Séries | Demi-finales | Demi-finales | Finale   | Finale   |
| Athlète           | Épreuve         | Temps   | Rang   | Temps        | Rang         | Temps    | Rang     |
| ----------------- | --------------- | ------- | ------ | ------------ | ------------ | -------- | -------- |
| Jasmine Schofield | 50 m nage libre | 29 s 91 | 60e    | Éliminée     | Éliminée     | Éliminée | Éliminée |